# Fusillade de La Loche Community School
La fusillade de La Loche Community School a eu lieu le 22 janvier 2016, lorsqu'un adolescent de 17 ans a assassiné 4 personnes (2 élèves et 2 professeurs) et blessé 7 autres personnes dans une école du village autochtone La Loche dans la province de la Saskatchewan. Dans l'histoire du Canada, il s'agit de la deuxième tuerie la plus meurtrière en milieu scolaire après la tuerie de l'École polytechnique de Montréal.